# Pyrinia pescoria
Pyrinia pescoria är en fjärilsart som beskrevs av William Schaus 1901. Pyrinia pescoria ingår i släktet Pyrinia och familjen mätare. Inga underarter finns listade.